# جيفري ر. هولاند
جيفري ر. هولاند (بالإنجليزية: Jeffrey R. Holland)‏ هو كاتب وقسيس أمريكي، ولد في 3 ديسمبر 1940 في سانت جورج في الولايات المتحدة.